# Латиноамериканська рок-музика
Лати́нський (латиноамерика́нський) рок або лати́н-рок (англ. latin rock, ісп. Rock en español) — це рок, з характерною латиноамериканською ритмічною основою. Латин-рок — сплав латиноамериканської етнічної музики з рок-музикою, що за визначенням є однією з форм фолк-року.